# 윌슨 킵상 키프로티치

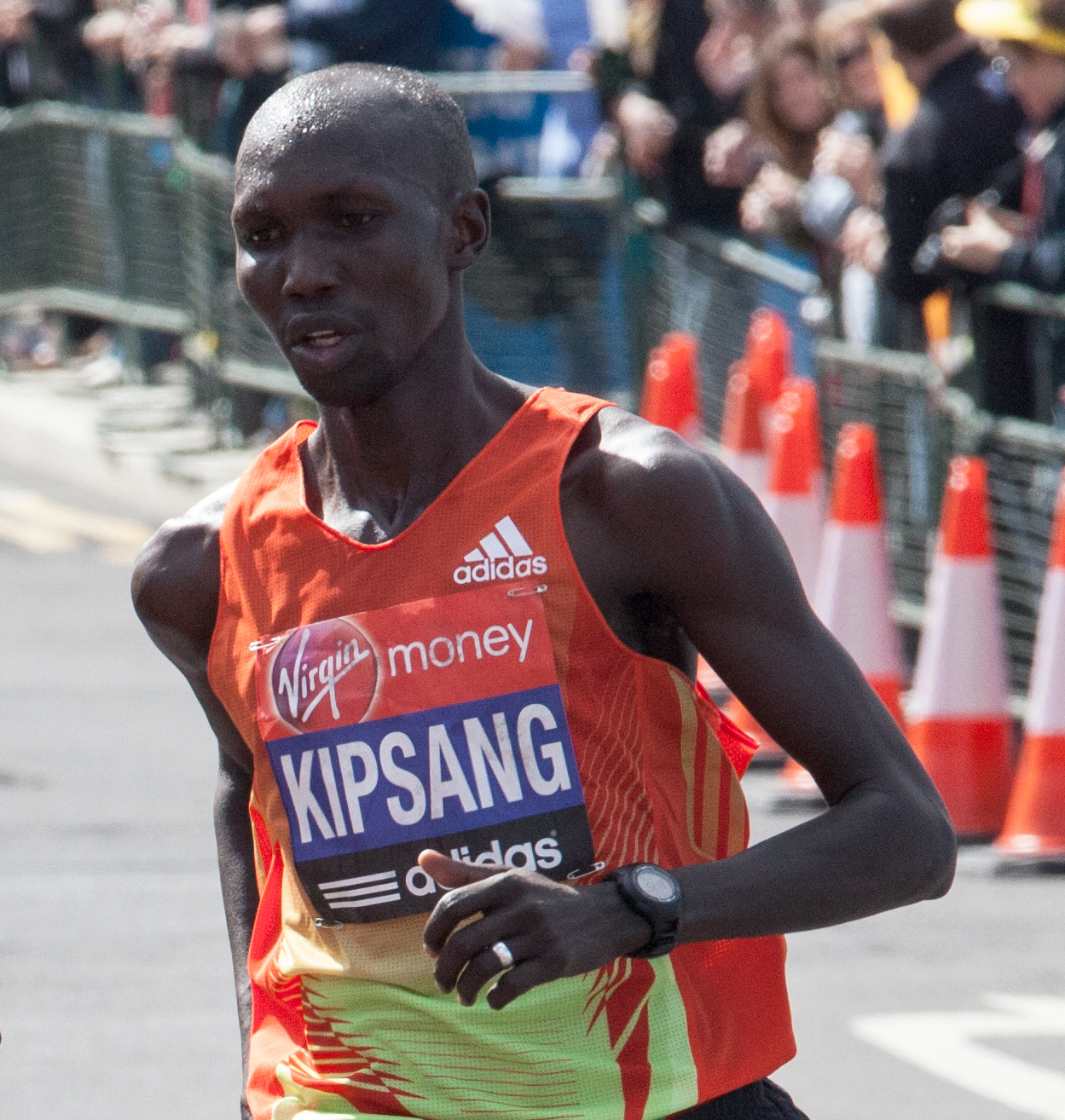
윌슨 킵상 키프로티치

윌슨 킵상 키프로티치(스와힐리어: Wilson Kipsang Kiprotich, 1982년 3월 15일 ~ )는 케냐의 마라톤 선수이다.